# Ondine (Bertrand)
Pour les articles homonymes, voir Ondine (homonymie).

Ondine est le titre d'un poème d'Aloysius Bertrand, tiré de Gaspard de la nuit (1842), un des premiers chefs-d'œuvre de la poésie en prose.
L'œuvre a notamment inspiré Maurice Ravel, qui lui a consacré un poème musical (Gaspard de la nuit, 1908).